# كسوف الشمس 11 مايو 2078
سيحدث كسوف كلي للشمس يوم الأربعاء 11 مايو 2078. يحدث كسوف الشمس عندما يمر القمر بين الأرض والشمس ، وبالتالي يحجب صورة الشمس كليًا أو جزئيًا عن مشاهد على الأرض. يحدث الكسوف الكلي للشمس عندما يكون القطر الظاهري للقمر أكبر من قطر الشمس ، مما يحجب كل ضوء الشمس المباشر ، ويحول النهار إلى ظلام. تحدث الكلية في مسار ضيق عبر سطح الأرض ، مع كسوف جزئي للشمس مرئي فوق المنطقة المحيطة بعرض آلاف الكيلومترات.

## الخسوفات ذات الصلة

### كسوف الشمس 2076-2079
هذا الكسوف هو جزء من سلسلة كسوف الشمس 2076-2079. يتكرر الكسوف في كل 177 يومًا تقريبًا و 4 ساعات في العقد المتناوبة من مدار القمر.
| مجموعات سلسلة كسوف الشمس 2076-2079 | مجموعات سلسلة كسوف الشمس 2076-2079 | مجموعات سلسلة كسوف الشمس 2076-2079 | مجموعات سلسلة كسوف الشمس 2076-2079 | مجموعات سلسلة كسوف الشمس 2076-2079 |
| ---------------------------------- | ---------------------------------- | ---------------------------------- | ---------------------------------- | ---------------------------------- |
| عقدة تصاعدية                       | عقدة تصاعدية                       |                                    | عقدة تنازلية                       | عقدة تنازلية                       |
| ساروس                              | الخريطة                            | ساروس                              | الخريطة                            |                                    |
| 119                                | يونيو1, 2076 جزئي                  | 124                                | نوفمبر26, 2076 جزئي                |                                    |
| 129                                | مايو 22, 2077 كلي                  | 134                                | نوفمبر15, 2077 حلقي                |                                    |
| 139                                | مايو 11, 2078 كلي                  | 144                                | نوفمبر4, 2078 [الإنجليزية] حلقي    |                                    |
| 149                                | مايو 1, 2079 كلي                   | 154                                | أكتوبر 24, 2079 [الإنجليزية] حلقي  |                                    |

### ساروس 139
جزء من مسلسل ساروس 139 يتكرر كل 18 سنة و 11 يوم و 8 ساعات ويحتوي على 71 حدثا.
- بدأت السلسلة بكسوف جزئي للشمس في 17 مايو 1501.
- وهي تحتوي على كسوف هجين في 11 أغسطس 1627 حتى 9 ديسمبر 1825
- وخسوفًا كليًا من 21 ديسمبر 1843 حتى 26 مارس 2601. -
- خسوف جزئي في 3 يوليو 2763. خسوفه في ثلاثة أعمدة. كل خسوف في نفس العمود ، كل خسوف ثالث ، يكون متباعدًا بحيث يلقي بظلاله على نفس أجزاء الأرض تقريبًا.

سيكون كسوف الشمس في 13 يونيو 2132 أطول كسوف كلي للشمس منذ 11 يوليو 1991 في 6 دقائق و 55.02 ثانية.
سيتم مشاهدة أطول مدة من الكسوف الكلي بواسطة الحدث رقم 39 في 7 دقائق و 29.22 ثانية في 16 يوليو 2186. بعد هذا التاريخ ستنخفض كل مدة ، حتى نهاية السلسلة. هذا التاريخ هو أطول كسوف للشمس تم حسابه بين 4000BC و 6000 بعد الميلاد. تقع خسوفات سلسلة ساروس أثناء عقدة القمر الصاعدة (وهو مصطلح يتعلق باتفاقيات خط الاستواء والتسمية القطبية).
| تحدث أعضاء السلسلة 24-45 بين عامي 1901 و 2300 | تحدث أعضاء السلسلة 24-45 بين عامي 1901 و 2300 | تحدث أعضاء السلسلة 24-45 بين عامي 1901 و 2300 |
| 24                                            | 25                                            | 26                                            |
| --------------------------------------------- | --------------------------------------------- | --------------------------------------------- |
| فبراير 3, 1916 [الإنجليزية]                   | فبراير 14, 1934 [الإنجليزية]                  | فبراير 25, 1952 [الإنجليزية]                  |
| 27                                            | 28                                            | 29                                            |
| مارس 7, 1970 [الإنجليزية]                     | مارس 18, 1988 [الإنجليزية]                    | مارس 29, 2006                                 |
| 30                                            | 31                                            | 32                                            |
| أبريل 8, 2024                                 | أبريل 20, 2042                                | أبريل 30, 2060                                |
| 33                                            | 34                                            | 35                                            |
| مايو 11, 2078                                 | مايو 22, 2096                                 | يونيو3, 2114 [الإنجليزية]                     |
| 36                                            | 37                                            | 38                                            |
| يونيو13, 2132 [الإنجليزية]                    | يونيو25, 2150 [الإنجليزية]                    | يوليو 5, 2168 [الإنجليزية]                    |
| 39                                            | 40                                            | 41                                            |
| يوليو 16, 2186 [الإنجليزية]                   | يوليو 27, 2204                                | أغسطس 8, 2222                                 |
| 42                                            | 43                                            | 44                                            |
| أغسطس 18, 2240                                | أغسطس 29, 2258                                | سبتمبر 9, 2276                                |
| 45                                            |                                               |                                               |
| سبتمبر 20, 2294                               |                                               |                                               |

### سلسلة اينكس
هذا الكسوف هو جزء من دورة اينكس طويلة الأمد ، يتكرر عند العقد المتناوبة ، كل 358 شهرًا سينوديًا (≈ 10571.95 يومًا ، أو 29 عامًا ناقص 20 يومًا).
مظهرها وخط طولها غير منتظمين بسبب عدم التزامن مع الشهر غير الطبيعي (فترة الحضيض). ومع ذلك ، فإن مجموعات 3 دورات اينكس (87 سنة ناقص شهرين) تقترب (≈ 1،151.02 شهرًا غير طبيعي) ، لذا فإن الكسوف متشابه في هذه المجموعات.
- ساروس 127: كسوف كلي للشمس 1731 يناير 08
- ساروس 128: كسوف حلقي للشمس 1759 ديسمبر 19
- ساروس 129: كسوف حلقي للشمس 1788 نوفمبر 27

| أعضاء سلسلة اينكس بين 1801 و 2200:      | أعضاء سلسلة اينكس بين 1801 و 2200:      | أعضاء سلسلة اينكس بين 1801 و 2200:      |
| --------------------------------------- | --------------------------------------- | --------------------------------------- |
| بالقرب من الحضيض القمري                 | بعد الأوج القمري قبل الحضيض القمري      | قبل الأوج القمري بعد الحضيض القمري      |
| نوفمبر9, 1817 (ساروس 130)               | أكتوبر 20, 1846 (ساروس 131)             | سبتمبر 29, 1875 (ساروس 132)             |
| سبتمبر 9, 1904 [الإنجليزية] (ساروس 133) | أغسطس 21, 1933 [الإنجليزية] (ساروس 134) | يوليو 31, 1962 [الإنجليزية] (ساروس 135) |
| يوليو 11, 1991 [الإنجليزية] (ساروس 136) | يونيو21, 2020 (ساروس 137)               | مايو 31, 2049 (ساروس 138)               |
| مايو 11, 2078 (ساروس 139)               | أبريل 23, 2107 (ساروس 140)              | أبريل 1, 2136 (ساروس 141)               |
| مارس 12, 2165 (ساروس 142)               | فبراير 21, 2194 (ساروس 143)             |                                         |

في القرن الثالث والعشرين:
- ساروس 144: كسوف حلقي للشمس بتاريخ 2223 فبراير 01
- ساروس 145: الكسوف الكلي للشمس في 12 يناير 2252
- ساروس 146:كسوف حلقي الشمس 2280 ديسمبر 22

### سلسلة تريتوس
هذا الكسوف هو جزء من دورة تريتوس ، يتكرر عند العقد المتناوبة كل 135 شهرًا متزامنًا (≈ 3986.63 يومًا ، أو 11 عامًا ناقص شهر واحد).
مظهرها وخط طولها غير منتظمين بسبب نقص التزامن مع الشهر غير الطبيعي (فترة الحضيض) ، لكن التجمعات المكونة من 3 دورات تريتوس (33 عامًا ناقص 3 أشهر) تقترب (≈ 434.044 شهرًا غير طبيعي) ، لذا فإن الكسوف متشابه في هذه التجمعات.
| أعضاء السلسلة بين عامي 1901 و 2100            | أعضاء السلسلة بين عامي 1901 و 2100            | أعضاء السلسلة بين عامي 1901 و 2100            | أعضاء السلسلة بين عامي 1901 و 2100 |
| --------------------------------------------- | --------------------------------------------- | --------------------------------------------- | ---------------------------------- |
| </img> </br>21 سبتمبر 1903 </br> (ساروس 123)  | </img> </br> 21 أغسطس 1914 </br> (ساروس 124)  | </img> </br> 20 يوليو 1925 </br> (ساروس 125)  |                                    |
| </img> </br> 19 يونيو 1936 </br> (ساروس 126)  | </img> </br> 20 مايو 1947 </br> (ساروس 127)   | </img> </br> 19 أبريل 1958 </br> (ساروس 128)  |                                    |
| </img> </br> 18 مارس 1969 </br> (ساروس 129)   | </img> </br> 16 فبراير 1980 </br> (ساروس 130) | </img> </br> 15 يناير 1991 </br> (ساروس 131)  |                                    |
| </img> </br> 14 ديسمبر 2001 </br> (ساروس 132) | </img> </br> 13 نوفمبر 2012 </br> (ساروس 133) | </img> </br> 14 أكتوبر 2023 </br> (ساروس 134) |                                    |
| </img> </br> 12 سبتمبر 2034 </br> (ساروس 135) | </img> </br> 12 أغسطس 2045 </br> (ساروس 136)  | </img> </br> 12 يوليو 2056 </br> (ساروس 137)  |                                    |
| </img> </br> 11 يونيو 2067 </br> (ساروس 138)  | </img> </br> 11 مايو 2078 </br> (ساروس 139)   | </img> </br> 10 أبريل 2089 </br> (ساروس 140)  |                                    |
| </img> </br> 10 مارس 2100 </br> (ساروس 141)   |                                               |                                               |                                    |

## سلسلة اينكس
هذا الكسوف هو جزء من دورة اينكس طويلة الأمد ، يتكرر عند العقد المتناوبة ، كل 358 شهرًا سينوديًا (≈ 10571.95 يومًا ، أو 29 عامًا ناقص 20 يومًا).
مظهرها وخط طولها غير منتظمين بسبب عدم التزامن مع الشهر غير الطبيعي (فترة الحضيض). ومع ذلك ، فإن مجموعات 3 دورات اينكس (87 سنة ناقص شهرين) تقترب (≈ 1،151.02 شهرًا غير طبيعي) ، لذا فإن الكسوف متشابه في هذه المجموعات.
- ساروس 127: الكسوف الكلي للشمس في 1731 يناير 08
- ساروس 128: كسوف الشمس الحلقي لعام 1759 19 ديسمبر
- ساروس 129: كسوف الشمس الحلقي بتاريخ 1788 نوفمبر 27

| أعضاء سلسلة اينكس بين 1801 و 2200:      | أعضاء سلسلة اينكس بين 1801 و 2200:      | أعضاء سلسلة اينكس بين 1801 و 2200:      |
| --------------------------------------- | --------------------------------------- | --------------------------------------- |
| بالقرب من الحضيض القمري                 | بعد الأوج القمري قبل الحضيض القمري      | قبل الأوج القمري بعد الحضيض القمري      |
| نوفمبر9, 1817 (ساروس 130)               | أكتوبر 20, 1846 (ساروس 131)             | سبتمبر 29, 1875 (ساروس 132)             |
| سبتمبر 9, 1904 [الإنجليزية] (ساروس 133) | أغسطس 21, 1933 [الإنجليزية] (ساروس 134) | يوليو 31, 1962 [الإنجليزية] (ساروس 135) |
| يوليو 11, 1991 [الإنجليزية] (ساروس 136) | يونيو21, 2020 (ساروس 137)               | مايو 31, 2049 (ساروس 138)               |
| مايو 11, 2078 (ساروس 139)               | أبريل 23, 2107 (ساروس 140)              | أبريل 1, 2136 (ساروس 141)               |
| مارس 12, 2165 (ساروس 142)               | فبراير 21, 2194 (ساروس 143)             |                                         |

In the 23rd century:
- ساروس 144: كسوف الشمس الحلقي بتاريخ 2223 فبراير 01
- ساروس 145: الكسوف الكلي للشمس في 12 يناير 2252
- ساروس 146: كسوف الشمس الحلقي 2280 ديسمبر 22

## روابط خارجية
- رسومات ناسا
- خريطة تفاعلية للكسوف من وكالة ناسا
- www.solar-eclipse.de - متوسط التغطية السحابية والمدن على طول مسار الكسوف
- رسومات ناسا